# 広田亮平
広田 亮平（ひろた りょうへい、1996年12月4日 - ）は、日本の俳優。
神奈川県出身。舞プロモーション所属。

## 略歴
- 4歳から芝居を始めた[2]。
- セントラルグループ・セントラル子供劇団に2009年末まで所属していた[3]。その当時は「広田亮平」の名前で活動していた。移籍に伴い「廣田亮平」名義で一時期活動していた[4]が、その後再び「広田」に戻した。

## 人物・エピソード
- 兄がいる。
- 趣味はテニス、ギター
- 2003年に放送されたNHK朝の連続テレビ小説『こころ』で朝倉優太役を演じた際、その役の愛称が「うーたん」であった[5]ため、その後もそう呼ばれることがある。
- 『ランチの女王』『トライアングル』『GOEMON』の3作品で江口洋介の役の幼少時を演じている。
- 『ブラザー☆ビート』『東京タワー 〜オカンとボクと、時々、オトン〜』の2作品で速水もこみちの役の幼少期を演じている。
- 『すずがくれた音』『ありがとう!チャンピイ〜日本初の盲導犬誕生物語』『マリと子犬の物語』『きな子〜見習い警察犬の物語〜』『いぬのメリー 幸せを運ぶ伝書犬』など、犬を題材にした作品に相次いで出演している。
- 自分の演技を恥ずかしくて見ていられない、というシャイな一面を持つ。[6]

## 出演

### テレビドラマ
- 火曜サスペンス劇場 警部補 佃次郎14「永遠のナゾ」（2002年3月12日、日本テレビ） - 野々村旬 役
- ランチの女王 第6話（2002年8月5日、フジテレビ） - 鍋島勇二郎（幼少） 役
- 女と愛とミステリー 内田康夫サスペンス湯布院殺人事件（2002年10月30日、テレビ東京） - 高梨雄一 役
- 女と愛とミステリー いなか刑事・伊原泰三の退職捜査日誌3（2002年12月25日、テレビ東京） - 畑山多一 役
- 土曜ワイド劇場 事件10（2003年1月11日、テレビ朝日） - 立花春樹 役
- 月曜ミステリー劇場 おばさん会長・紫の犯罪清掃日記 ゴミは殺しを知っている4（2003年2月3日、TBS） - 野中達也 役
- 連続テレビ小説 こころ（2003年3月 - 9月、NHK） - 朝倉優太（うーたん） 役
- 君が想い出になる前に（2004年7月 - 9月、フジテレビ） - 望月祐輔 役
- 愛の劇場 すずがくれた音（2004年9月 - 10月、TBS） - 風祭大 役
- 救命病棟24時 第3シリーズ（2005年1月 - 3月、フジテレビ） - 木村省吾 役
- エンジン（2005年4月 - 6月、フジテレビ） - 刀根明 役
- NHK夜の連続ドラマ 理想の生活（2005年10月 - 11月、NHK） - 牧野純 役
- ブラザー☆ビート（2005年10月 - 12月、TBS） - 桜井陸（幼少） 役
- おかしなふたり（2006年1月、フジテレビ） - 結城直文 役
- 大河ドラマ（NHK）
  - 功名が辻（2006年） - 豊臣秀頼（幼少） 役
  - 軍師官兵衛 第49回（2014年12月7日） - 竹中重義 役
  - 花燃ゆ 第40回 - 第43回（2015年10月4日 - 25日） - 吉田小太郎 役
  - 真田丸（2016年） - 真田信吉 役[7]
- 佐賀のがばいばあちゃん（2007年1月、フジテレビ） - 徳永昭広 役
- 東京タワー 〜オカンとボクと、時々、オトン〜（2007年1月 - 3月、フジテレビ） - 中川雅也（幼少） 役
- まだ見ぬ父へ、母へ〜全盲のテノール歌手・新垣勉の軌跡（2007年12月、フジテレビ） - 金城明弘（幼少） 役
- CHANGE 第6話・第7話（2008年6月16日・23日、フジテレビ） - 松井亮介 役
- ありがとう!チャンピイ〜日本初の盲導犬誕生物語（2008年9月、フジテレビ） - 塩屋隆男 役
- トライアングル（2009年1月 - 3月、フジテレビ） - 郷田亮二（小学生時代） 役
- 鈴木先生（2011年4月 - 6月、テレビ東京） - 遠野涼介 役
- ブラックボード〜時代と戦った教師たち〜 第2夜（2012年4月6日、TBS） - 小野寺明人 役
- 尾根のかなたに 〜父と息子の日航機墜落事故〜（2012年10月7日、14日、WOWOW)　- 峰岸薫（少年時代）役
- 幽かな彼女 第8話 - 第10話（2013年5月28日 - 6月11日、関西テレビ） - 渡辺淳也 役
- ラスト・ドクター〜監察医アキタの検死報告〜 第8話（2014年9月5日、テレビ東京） - 増田達也 役
- 忌野清志郎 トランジスタ・ラジオ（2015年5月3日、NHK BSプレミアム）
- 戦艦武蔵（2016年8月6日、NHK BSプレミアム） - 野村惣一 役
- &美少女 NEXT GIRL meets Tokyo 第2話（2017年4月12日、フジテレビ） - 松田健人 役
- 世にも奇妙な物語 春の特別編「夢男」（2017年4月29日、フジテレビ） - マナブ 役
- 水戸黄門 第8話 - （2017年11月22日 - 、BS-TBS） - 卯之吉 役
- 明治維新150年スペシャル 決戦!鳥羽伏見の戦い 日本の未来を決めた7日間（2017年12月30日、NHK BSプレミアム） - 滝川充太郎 役
- 特捜9 第7話（2018年5月13日、テレビ朝日） - 太田仁志 役
- 僕らは奇跡でできている（2018年10月9日 - 12月11日、関西テレビ） - 須田巧 役[8]
- 刑事ゼロ 第3話（2019年1月24日、テレビ朝日） - 夏富永久 役
- 博多弁の女の子はかわいいと思いませんか?（2019年7月19日、福岡放送） - 日蔵里隆司 役[9]
- 相棒 season18 第12話（2020年1月15日、テレビ朝日） - 石井琢也 役
- #コールドゲーム（2021年6月6日 - 7月24日、東海テレビ・フジテレビ） - 織原渉 役[10]
- 刑事7人 SEASON7 最終話（2021年9月15日、テレビ朝日） - 新島賢治 役[11]
- NHKスペシャル「未解決事件 File.09 松本清張と帝銀事件」（2022年12月29日、NHK） - 秋山浩 役[12]
- City Lives（2023年1月18日 - 2月1日、フジテレビ） - 主演・高城準 役
- 夜ドラ 超人間要塞 ヒロシ戦記（2023年2月13日 - 3月16日、NHK総合） - リョウ 役[13]
- 夜ドラ わたしの一番最悪なともだち 第8話 -（2023年8月21日 - 10月12日、NHK総合） - 鍵谷大地 役
- JKと六法全書 第2話（2024年4月26日、テレビ朝日） - 高木蒼汰 役
- 科捜研の女 season24 第5話（2024年7月31日、テレビ朝日） - 足立日向 役
- 1972 渚の螢火（2025年10月19日〈予定〉 - 、WOWOW） - 比嘉雄二 役[14]

### 映画
- 実録ヒットマン〜妻 その愛〜（2002年12月14日公開、岡田主監督） - 裕太 役
- ULTRAMAN（2004年12月18日公開、小中和哉監督） - 真木継夢 役
- 涙そうそう（2006年9月30日公開、土井裕泰監督） - 新垣洋太郎（幼少時代） 役
- マリと子犬の物語（2007年12月8日公開、猪股隆一監督） - 石川亮太 役
- あの空をおぼえてる（2008年4月26日公開、冨樫森監督） - 深沢英冶 役
- 山のあなた〜徳市の恋〜（2008年5月24日公開、石井克人監督） - 大村研一 役
- GOEMON（2009年5月1日公開、紀里谷和明監督） - 五右衛門（少年時代） 役
- 20世紀少年 ＜最終章＞ぼくらの旗（2009年8月29日公開、堤幸彦監督） - カツオ 役
- きな子〜見習い警察犬の物語〜（2010年8月14日公開、小林義則監督） - 番場圭太 役
- 魔女の宅急便（2014年3月1日公開、清水崇監督） - とんぼ 役
- 桜ノ雨（2016年3月5日公開、ウエダアツシ監督） - 北村蓮 役[15]
- 相棒 -劇場版IV- 首都クライシス 人質は50万人! 特命係 最後の決断（2017年） - マーク・リュウ/天谷克則（青年期）
- 花束みたいな恋をした（2021年1月29日公開、東京テアトル / リトルモア）
- キネマの神様（2021年8月6日公開、山田洋次監督）[16]
- ハケンアニメ!（2022年5月20日公開、吉野耕平監督）[17]

### 携帯配信ドラマ
- いぬのメリー 幸せを運ぶ伝書犬（2011年2月20日〜、BeeTV） - 藤崎渉 役

### その他のテレビ番組
- 2008年宇宙の旅（2008年1月 - 3月、BS-i）
- 歴史探偵 「VR関ヶ原 西軍・幻の大作戦」（2023年11月15日、NHK総合） - 大谷吉治 役
- 決戦！戦国 VR関ヶ原&大坂の陣（2023年12月30日、NHK BSプレミアム） - 大谷吉治 役

### 舞台
- 大事なはなし（2012年、ノゾエ征爾演出）
- PARCO produce公演『転校生』（2019年8月17日 - 27日、紀伊國屋ホール[18]）（作：平田オリザ、演出：本広克行）
- 野外劇 吾輩は猫である（2019年10月19日 - 29日、東京・東京芸術劇場 劇場前広場）[19]
- タクフェス 第9弾「天国」（2021年10月22日 - 24日、愛知・名古屋市公会堂 / 29日・30日、北海道・道新ホール / 11月6日、新潟・りゅーとぴあ 新潟市民芸術文化会館 劇場 / 11月20日、宮城・電力ホール / 24日 - 28日、大阪・梅田芸術劇場 シアター・ドラマシティ / 12月1日 - 12日、東京・サンシャイン劇場）[20]
- BLINK（2022年6月24日 - 7月3日、あうるすぽっと）[21]
- タクフェス 第11弾「晩餐」（2023年10月7日、埼玉・飯能市市民会館 大ホール / 10月15日、宮城・電力ホール / 11月16日 - 19日、大阪・梅田芸術劇場 シアター・ドラマシティ / 11月24日 - 25日、北海道・道新ホール / 12月1日 - 3日、愛知・名古屋市公会堂 / 12月8日 - 17日、東京・サンシャイン劇場） - 大牟田くん 役[22][23]
- マクベス （2024年2月17日 - 25日、東京芸術劇場 シアターイースト/ 3月1日 - 3日、彩の国さいたま芸術劇場 小ホール）原作:W.シェイクスピア、演出:ノゾエ征爾 - マルカム 役

### CM
- 三菱自動車
- 大塚製薬 カロリーメイト
- シャープ 太陽光発電システム「SUNVISTA」 シャープの宿題・男の子篇（2005年1月）
- TOYOTA トヨタ・カローラフィールダー
- セイコーマート
- タカラ いろいろうんてん 工事のくるま5
- 月星化成 ウルトラマン
- ジェイコム
- UFJ銀行
- タイムズカー 上司の後輩役（2023年10月）

### ミュージック・ビデオ
- 乃木坂46『何度目の青空か?』（2014年10月8日）